# Courçon
Courçon ist eine französische Gemeinde mit 2.081 Einwohnern (Stand: 1. Januar 2022), die im Département Charente-Maritime und in der Region Nouvelle-Aquitaine (vor 2016: Poitou-Charentes) liegt. Sie gehört zum Arrondissement La Rochelle und zum Kanton Marans. Die Einwohner werden Courçonnais genannt.

## Geografie
Courçon liegt etwa 28 Kilometer ostnordöstlich von La Rochelle. Das Gemeindegebiet gehört zum Regionalen Naturpark Marais Poitevin. Umgeben wird Courçon von den Nachbargemeinden Saint-Cyr-du-Doret im Westen und Norden, La Ronde im Norden und Nordosten, La Grève-sur-Mignon im Osten, Benon im Süden sowie Ferrières im Südwesten.

## Bevölkerungsentwicklung
| 1962                       | 1968 | 1975 | 1982 | 1990 | 1999 | 2006 | 2019 |
| -------------------------- | ---- | ---- | ---- | ---- | ---- | ---- | ---- |
| 947                        | 946  | 956  | 991  | 990  | 1097 | 1456 | 1776 |
| Quellen: Cassini und INSEE |      |      |      |      |      |      |      |

## Sehenswürdigkeiten
- Wehrkirche Notre-Dame, Ende des 11. Jahrhunderts erbaut

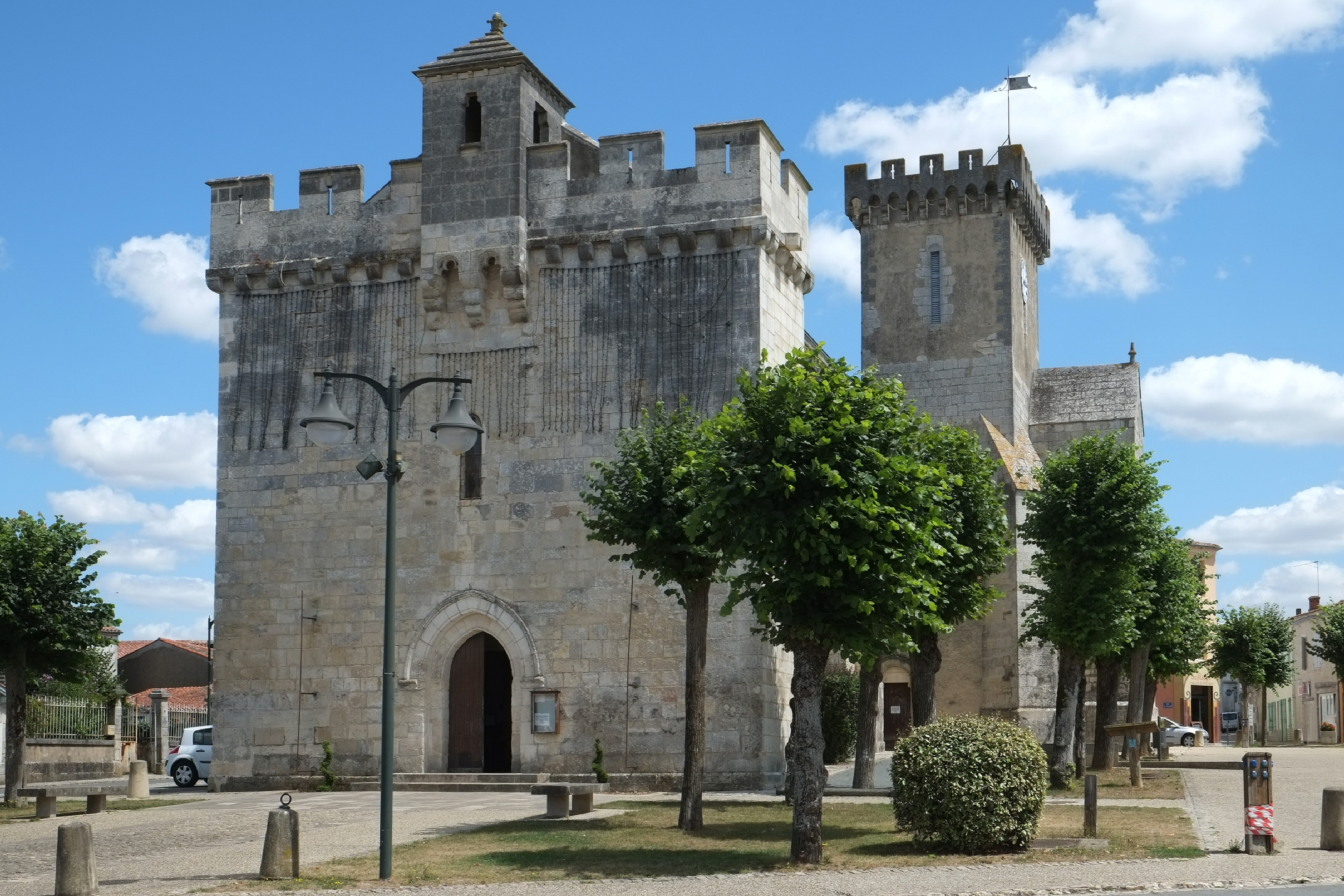
Kirche Notre-Dame